# Bakkwast

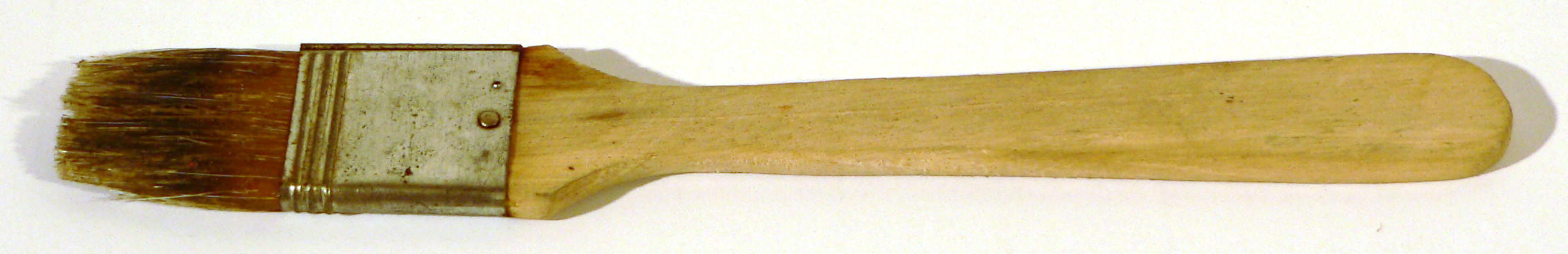
Traditionele bakkwast

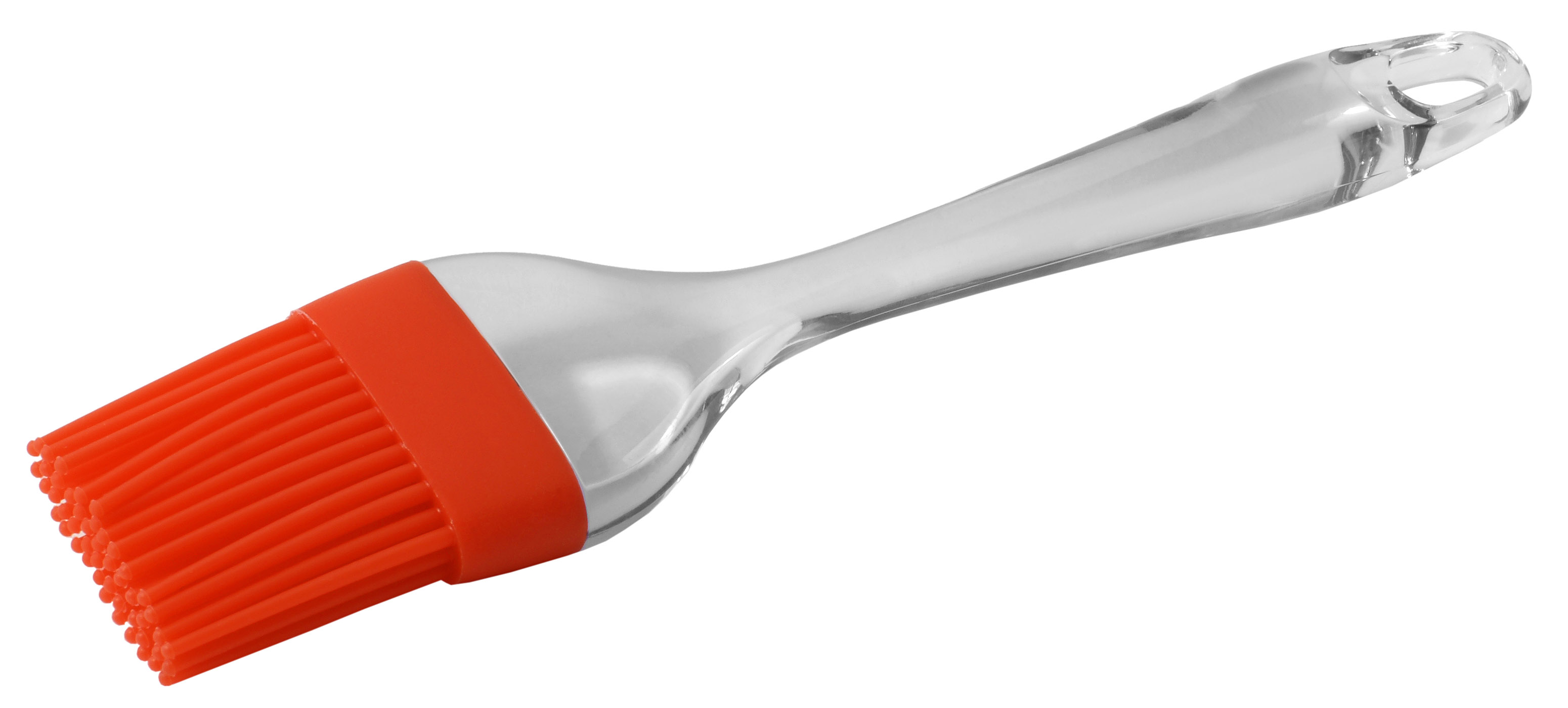
Siliconen bakkwast

Een bakkwast of bakpenseel is een kwast die wordt gebruikt in de keuken. Traditioneel is deze gemaakt met natuurlijke borstelharen, moderner is de toepassing van hittebestendige siliconen. Belangrijke toepassingen van bakkwasten zijn:
- Het invetten van bakplaat, rooster of bakvorm, zodat het voedsel er na bereiding makkelijk van is los te halen;
- Het insmeren van deeg met een glanslaagje;
- Het aanbrengen van glazuur;
- Het uitsmeren van uitgedropen vleessappen over braadvlees om een krokante korst te maken.